# Tannenbergbund
Il Tannenbergbund (in italiano Unione (o Associazione) di Tannenberg, TB) era una società politica nazionalista tedesca fondata nel settembre 1925 su iniziativa di Konstantin Hierl sotto il patrocinio dell'ex generale dell'esercito tedesco Erich Ludendorff. Parte del movimento Völkisch, aveva lo scopo di contrastare l'associazione dei veterani Der Stahlhelm e la riorganizzata Sturmabteilung (SA) del Partito Nazionalsocialista. Il TB non riuscì a raggiungere l'obiettivo di un movimento collettivo di estrema destra e sprofondò nell'insignificanza molto prima di essere ufficialmente bandito dalle autorità naziste nel settembre 1933.

## Fondazione

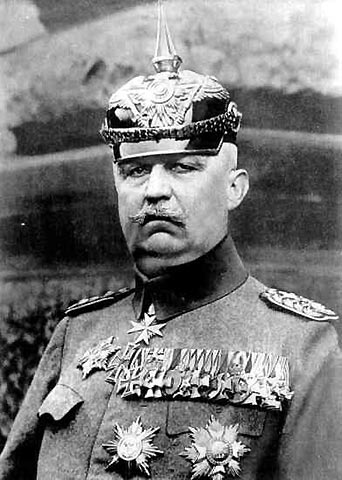
Ludendorff nel 1918

Durante il primo della Germania di Weimar, Ludendorff si era unito all'associazione sciovinista Aufbau Vereinigung e aveva incontrato Adolf Hitler tramite l'agenzia di Max Erwin von Scheubner-Richter. Partecipò al fallito putsch di Monaco di Hitler del 9 novembre 1923, dopo il quale i loro rapporti si deteriorarono sempre di più. Sebbene Ludendorff apparentemente disprezzasse Hitler, sostenne comunque il Partito Nazionalsocialista per la Libertà e si candidò per il partito nazista alle elezioni presidenziali del 1925 contro il suo ex commilitone dell'Oberste Heeresleitung Paul von Hindenburg.
Hitler temeva la possibilità che Ludendorff potesse essere un potenziale rivale per la leadership e si rallegrò del risultato elettorale irrisorio del generale, dicendo a Hermann Esser «ora finalmente lo abbiamo finito». Con la sua credibilità gravemente danneggiata dal risultato elettorale, Ludendorff si allontanò dal partito nazista e si unì alla moglie Mathilde von Kemnitz nella fondazione del Tannenbergbund, con l'organizzazione che prese il nome dalla battaglia di Tannenberg del 1914, uno dei più grandi trionfi militari di Ludendorff.

## Sviluppo
Il Tannenbergbund si sviluppò presto come un circolo di ex ufficiali che avevano prestato servizio sotto Ludendorff nella prima guerra mondiale. In termini di ideologia, il Bund si concentrò principalmente su coloro a cui si opponeva, attaccando massoni, ebrei, comunisti e gesuiti e accusandoli di cospirazione. Queste persone venivano definite collettivamente come "die überstaatlichen Mächte" o "potenze al di sopra dello Stato". Il Bund divenne un prolifico produttore di letteratura cospirazionista, sebbene fosse apertamente respinto dal crescente movimento nazista, per il quale persino per esso alcune delle idee più ardite del Bund erano troppo fantasiosamente cospiratorie. Al centro delle loro idee c'era anche una visione occultista ispirata dalla Società Thule, alla quale Ludendorff era stato introdotto dalla moglie. In quanto tale, il Bund presentava la storia come una lotta tra l'eroe nordico e la triplice alleanza tra l'ebreo, il cattolico e il massone. Di conseguenza, ci si aspettava che i membri del Bund abbandonassero il cristianesimo e si rivolgessero agli antichi dei nordici.

## Declino e soppressione
Il Tannenbergbund godette inizialmente del sostegno dei movimenti politici rurali dello Schleswig-Holstein, anche se non rappresentò mai una seria sfida per i nazisti. Tra gli alti ufficiali sopravvissuti dell'Impero tedesco, la politica di Ludendorff era vista con un misto di scetticismo e incredulità. Il feldmaresciallo August von Mackensen, che aveva comandato un corpo d'armata a Tannenberg, scrisse che "der Mann ist krank" ("quell'uomo è malato"). non aveva alcun rapporto con la Tannenbergbund, dal momento che lui e Ludendorff si erano allontanati fin dalle elezioni del 1925, culminando nel fatto che i due non si erano stretti la mano e che Hindenburg aveva snobbato il discorso di Ludendorff in occasione dell'inaugurazione di un monumento commemorativo della battaglia di Tannenberg nel 1927. Data la sua composizione di ufficiali più giovani fedeli a Ludendorff, il Tannenbergbund non riuscì a conquistare il sostegno delle masse e in breve tempo perse un certo numero di membri a favore del Partito nazista. Il Tannenbergbund fu bandito non appena Hitler salì al potere, anche se il gruppo continuò a esistere fino alla morte di Ludendorff nel 1937, prima di essere definitivamente soppresso dal governo nazista.